# Св. св. Константин и Елена (Мързенци)
„Св. св. Константин и Елена“ (на македонска литературна норма: „Св. св. Константин и Елена“) е православна църква в гевгелийското село Мързенци, югоизточната част на Северна Македония. Част е от Повардарската епархия на Македонската православна църква.
Църквата е гробищен храм, разположен южно от селото, от другата страна на железопътната линия. Изградена в XIX век от Андон Китанов. Вероятно е разрушена през Първата световна война. Съвременната църква, но става готова едва в 1936 година, когато е осветена от щипския владика Симеон Злетовско-струмишки. Църквата е трикорабна, с равни варосани тавани, като централният кораб е засводен. Покривната конструкция е двускатна, подпряна на осем колони в два реда. Църквата не е изписана. Иконостасът е изработен в 1937 година, има надпис над царските двери, върху фриза со винена лоза. Други два надписа се намирав вляво и вдясно от дверите, на парапетните табли. На северната страна от царските двери са отбелязани иконописците - братята Доневи от село Гари, Дебърско и годината – 1937.